# Nous
Nous (græsk νούς), med dansk betydning fornuft, ånd, er et filosofisk begreb, der blev introduceret af den oldgræske filosof Anaxagoras - et fornuftigt verdensprincip, som ordner elementerne i en harmonisk helhed, et kosmos.
Neoplatonismen, med Plotin i spidsen, overtog senere begrebet og omdannede det til at have samme betydning som logos, der svarer til sind og forstand.
| filosofi | Spire Denne filosofiartikel er en spire som bør udbygges. Du er velkommen til at hjælpe Wikipedia ved at udvide den. |